# Furukawa Tsuyoshi
Tsuyoshi Furukawa (sinh ngày 21 tháng 9 năm 1972) là một cầu thủ bóng đá người Nhật Bản.

## Sự nghiệp câu lạc bộ
Tsuyoshi Furukawa đã từng chơi cho Otsuka Pharmaceutical, Consadole Sapporo và Montedio Yamagata.